# Jiang Jialiang
Jiang Jialiang (Zhongshan, 3 marzo 1964) è un ex tennistavolista cinese.

## Carriera
È stato uno dei migliori giocatori degli anni ottanta.
Vinse infatti per due volte consecutive i  mondiali di tennistavolo, la competizione di maggiore importanza di questo sport insieme alle Olimpiadi, nel 1985 e nel 1987.
Gli sfuggì invece proprio l'oro olimpico: nel 1988, primo anno in cui anche il ping pong divenne disciplina olimpica, venne eliminato dallo svedese Erik Lindh ai quarti di finale. 
Nel suo palmares figura anche una vittoria nella Coppa del mondo di Tennistavolo nel 1984.
Si ritirò nel 1989, a 25 anni.

## Caratteristiche tecniche
Era un pennaiolo tradizionale,  cioè un giocatore che adotta il tradizionale stile di gioco di chi utilizza l'impugnatura a penna: stava molto vicino al tavolo e colpiva la palla in anticipo, quasi sempre piatta, comandando il gioco con il dritto. Inoltre usava una sola faccia della racchetta, come prevede la tecnica tradizionale di chi usa l'impugnatura a penna, e quindi dal lato del rovescio era spesso costretto sulla difensiva. In accordo con il suo stile giocava con delle gomme puntinate corte, le più adatte a questo  gioco basato sulla rapidità e l'aggressività vicino al tavolo. 
Il suo modo di giocare, un tempo molto popolare, è oggi considerato obsoleto ed è molto raro ad alti livelli.